# Ulaanbaatar University
Der Ulaanbaatar University Football Club (UBU FC) ist ein mongolischer Fußballverein aus der Hauptstadt Ulaanbaatar.

## Geschichte
Der Club wurde 2001 gegründet und wurde erstmals Mongolischer Meister im Jahr 2009 2017 musste der Verein nach dem letzten Tabellenplatz in der National Premier League den Abstieg in die 1st League hinnehmen.

## Stadion

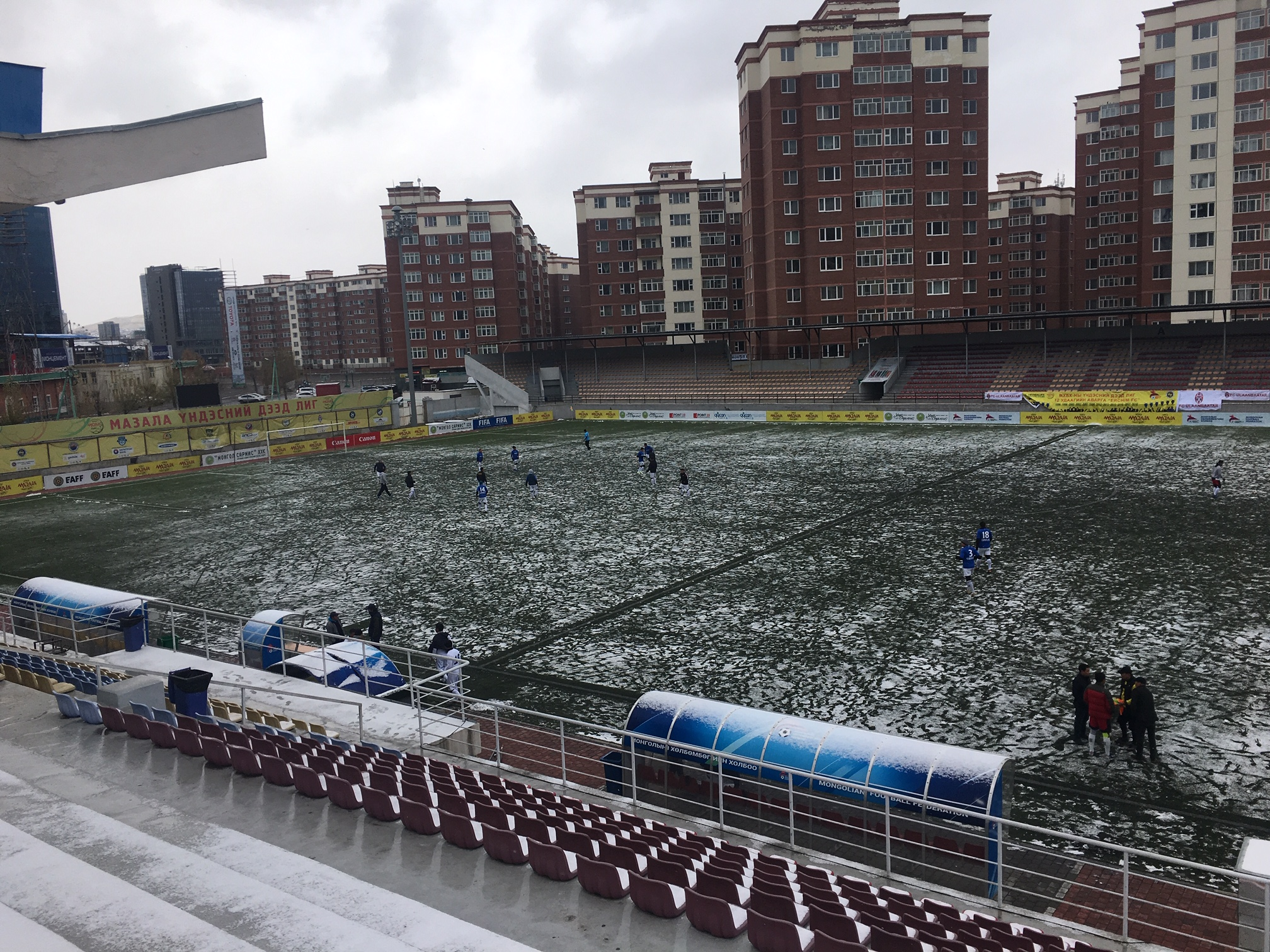
MFF Football Centre

Der Verein trägt seine Heimspiele im MFF Football Centre in  Ulaanbaatar aus. Das Stadion hat ein Fassungsvermögen von 5000 Personen.
Koordinaten: 47° 54′ 0,4″ N, 106° 54′ 58,6″ O